# 민병

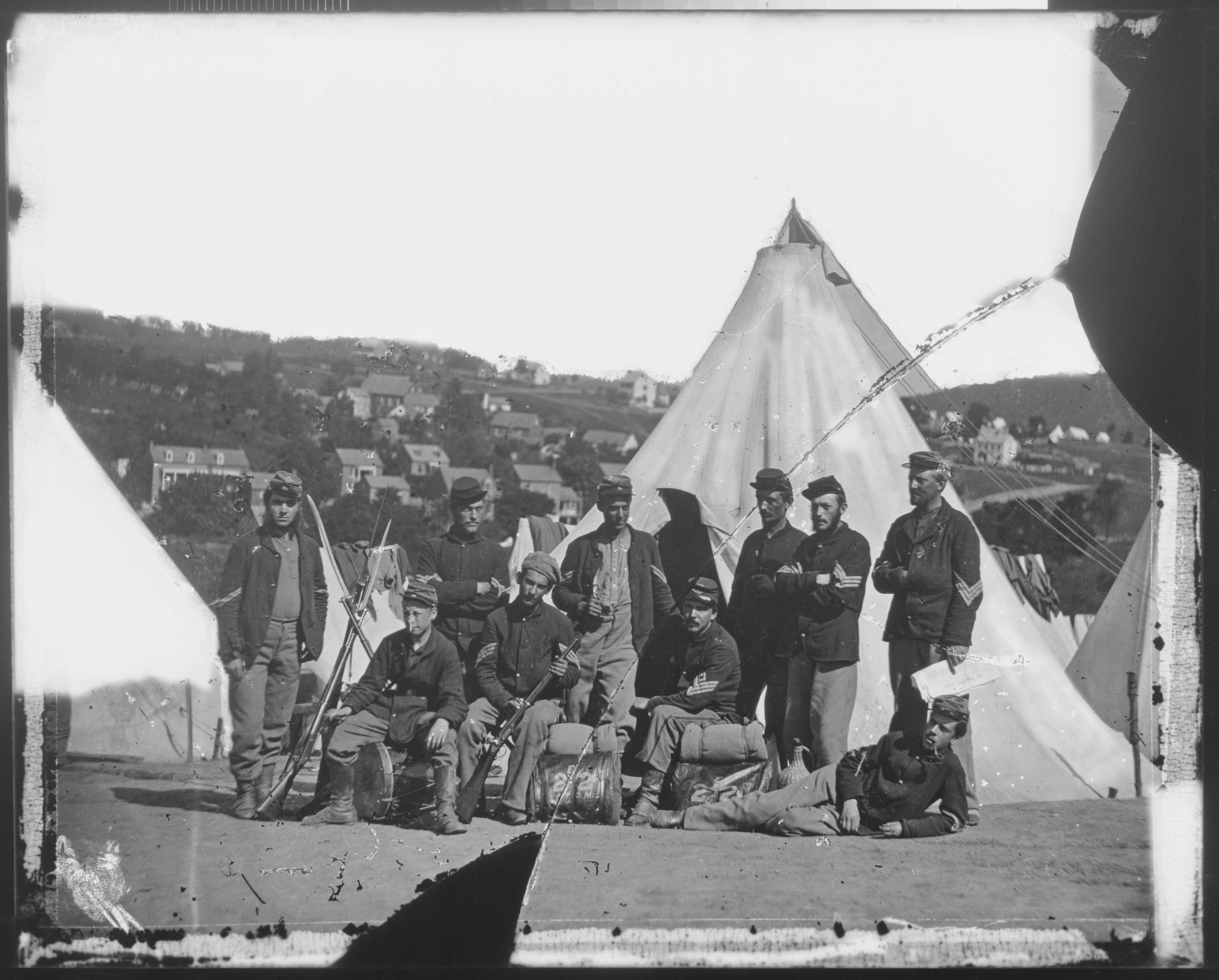
미국 남북전쟁 중의 민병대

민병(民兵, Militia)이란 사회나 국가가 위험에 처했을 때 정규군에 속하지 않은 시민들이 자발적으로 무장하여 결성한 조직을 말한다. 시민군(市民軍), 의용군(義勇軍, volunteer army), 의병(義兵)이라고도 한다. 헤이그 협약과 제네바 협약에 따르면, 민간인이라 해도 무기를 공공연히 휴대하고 전쟁법을 준수하며 지휘체계와 휘장 등을 갖춘 민병을 조직할 경우 합법적인 교전권자로 인정되며, 전쟁포로 대우를 받을 수 있다.

## 같이 보기
- 파르티잔
- 프랑스 국내군
- 무장 투쟁
- 의병
- 민병대 (미국)
- 독도의용수비대